# Jeux sud-américains
Les Jeux sud-américains sont une compétition multisports, organisée tous les quatre ans, où les athlètes des fédérations affiliées à l'ODESUR participent. Ils réunissent des Sud-américains mais aussi des sportifs d'Amérique centrale et des Caraïbes. Une des caractéristiques de ces Jeux, c'est qu'ils associent des disciplines olympiques, comme l'athlétisme et la natation et des disciplines ne faisant pas partie du programme olympique, comme le bowling et le karaté. La première édition eut lieu en novembre 1978 à La Paz.

## Historique
Au milieu des années 1970, l'idée de créer une compétition, réunissant les pays d'Amérique du Sud, fait son chemin. Cette compétition serait l'échelon inférieur d'une olympiade. Celle-ci commencerait par les Jeux sud-américains. L'année suivante seraient organisés les Jeux panaméricains puis l'olympiade se terminerait (en apothéose) par les Jeux olympiques. À l'instigation du président du Comité national olympique argentin de l'époque, M. Pablo Cagnasso, les négociations sont engagées avec les différents comités olympiques de la région. Celles-ci aboutissent à la création de l'organisation sportive sud-américaine (espagnol : Organización Deportiva Suramericana ou ODESUR), le 27 mars 1975.
Sans l'appui de la junte militaire qui se met en place dans leur pays, les efforts du comité argentin doivent être relayés par le président du Comité bolivien, M. José Gamarra Zorrilla, pour pouvoir aboutir. Le premier congrès de l'ODESUR est organisé à La Paz, sous les auspices de l'Organisation sportive panaméricaine (espagnol : Organización Deportiva Panamericana ou ODEPA), le 26 mars 1976, en la présence des comités olympiques argentin, bolivien, chilien, paraguayen et péruvien. En octobre de l'année suivante, durant les VIIIe Jeux bolivariens, a lieu un deuxième congrès, où sont adoptés les statuts et les règlements de l'ODESUR. Il y est décidé, également, que la Bolivie sera l'hôte le plus rapidement possible des premiers Jeux de la Croix du Sud (espagnol : Juegos Cruz del Sur), .
Mais c'est, seulement, lors d'un troisième congrès, qui a lieu le 10 et 11 juin 1978, à Santiago du Chili, que les premiers Jeux de la nouvelle Organisation sont actés. Les règlements du comité d'organisation et le calendrier de l'évènement sont définis. Les Jeux se dérouleront au mois de novembre de la même année, avec la participation de huit pays. Dans le même temps, M. José Gamarra Zorrilla est désigné président de l'Organización Deportiva Suramericana, .
Aujourd'hui, quinze Comités olympiques font partie de l'ODESUR.

## Dénomination
Le 7 mai 2007, lors du XXe congrès ordinaire de l'ODESUR, dans une volonté de normalisation, il a été décidé que, dorénavant, la dénomination officielle serait la suivante : le numéral, correspondant à l'édition des Jeux, en chiffres romains, suivi du titre Juegos Suramericanos, puis du nom de la ville hôte et de l'année. Ainsi pour les Jeux 2010, la dénomination officielle est IX Juegos Suramericanos Medellín 2010.
Car avant cette date, les Jeux se sont nommés de différentes manières. D'abord, ce sont des Juegos Cruz del Sur (Jeux de la Croix du Sud) qui se sont déroulés, lors des deux premières éditions. Puis de 1986 à 2006, le nom de Juegos Sudamericanos a été employé (à l'exception de 1994 et des V Juegos Suramericanos Valencia '94).
De plus, il existe une différence linguistique entre les pays de la région, la presse peut dénommer l'évènement soit Juegos Sudamericanos (en Argentine, au Pérou, par exemple) soit Juegos Suramericanos (en Colombie ou au Chili).

## Flamme sud-américaine
À l'instar de la flamme olympique, il a été décidé, lors du troisième congrès de juin 1978, qu'une flamme sud-américaine partirait de Tiahuanaco, aux abords du lac Titicaca, pour rejoindre chaque ville hôte des Jeux. La flamme est allumée dans les ruines historiques du site archéologique de la Cité du Soleil, lors d'une cérémonie ancestrale et rejoint le théâtre des Jeux, relayée par une multitude d'athlètes. Elle brûle durant toute la période des compétitions.

## Éditions
| Année | Édition | Nom officiel                         | Ville hôte                                 | Pays      | Dates                    | Athlètes | Nations | Sports | Nation la plus médaillée |
| ----- | ------- | ------------------------------------ | ------------------------------------------ | --------- | ------------------------ | -------- | ------- | ------ | ------------------------ |
| 1978  | Ier     | I Juegos deportivos Cruz del Sur     | La Paz                                     | Bolivie   | 3 – 12 novembre          | 480      | 8       | 16     | Argentine                |
| 1982  | IIe     | II Juegos deportivos Cruz del Sur    | Rosario                                    | Argentine | 26 novembre – 5 décembre | 961      | 10      | 19     | Argentine                |
| 1986  | IIIe    | III Juegos deportivos Sudamericanos  | Santiago                                   | Chili     | 28 novembre – 8 décembre | 969      | 10      | 17     | Argentine                |
| 1990  | IVe     | IV Juegos deportivos Sudamericanos   | Lima                                       | Pérou     | 1er – 10 décembre        | 1 070    | 10      | 16     | Argentine                |
| 1994  | Ve      | V Juegos Suramericanos               | Valencia                                   | Venezuela | 19 – 28 novembre         | 1 599    | 14      | 19     | Argentine                |
| 1998  | VIe     | VI Juegos deportivos Sudamericanos   | Cuenca                                     | Équateur  | 21 – 31 octobre          | 1 525    | 14      | 24     | Argentine                |
| 2002  | VIIe    | VII Jogos Sul-Americanos             | Rio de Janeiro, São Paulo, Curitiba, Belém | Brésil    | 1er – 11 août            | 2 069    | 13      | 24     | Brésil                   |
| 2006  | VIIIe   | VIII Juegos deportivos Sudamericanos | Buenos Aires                               | Argentine | 9 – 19 novembre          | 2 938    | 15      | 28     | Argentine                |
| 2010  | IXe     | IX Juegos Suramericanos              | Medellín                                   | Colombie  | 19 – 30 mars             | 3 751    | 15      | 31     | Colombie                 |
| 2014  | Xe      | X Juegos Suramericanos               | Santiago                                   | Chili     | 7 – 18 mars              | 3 499    | 14      | 33     | Brésil                   |
| 2018  | XIe     | XI Juegos Suramericanos              | Cochabamba                                 | Bolivie   | 26 mai – 10 juin         | 4 010    | 14      | 35     | Colombie                 |
| 2022  | XIIe    | XII Juegos Suramericanos             | Asunción                                   | Paraguay  | 1er - 15 octobre         | 4 476    | 15      | 34     | Brésil                   |

Depuis 2014, des Jeux paralympiques sud-américains sont organisés quelques jours après la clôture des Jeux sud-américains dans la même ville.

### Jeux sud-américains de la jeunesse
| Année | Édition | Ville hôte | Pays  | Dates             |
| ----- | ------- | ---------- | ----- | ----------------- |
| 2013  | Ier     | Lima       | Pérou | 20 – 29 septembre |
| 2017  | IIe     | Santiago   | Chili | mars              |

### Jeux sud-américains de plage
| Année | Édition | Ville hôte                 | Pays      | Dates           |
| ----- | ------- | -------------------------- | --------- | --------------- |
| 2009  | Ier     | Punta del Este, Montevideo | Uruguay   | 3 – 13 décembre |
| 2011  | IIe     | Manta                      | Équateur  | 2 – 12 décembre |
| 2014  | IIIe    | Vargas                     | Venezuela | 14 – 24 mai     |
| 2019  | IVe     | Rosario                    | Argentine | 14 – 23 mars    |

## Délégations participantes
Huit nations participent aux premiers Jeux de 1978. Le Venezuela et la Colombie les rejoignent pour la deuxième édition. En 1990, le Suriname se joint à la manifestation mais la Colombie est absente (en raison de sa participation, à la même date, aux XVIe Jeux d'Amérique centrale et des Caraïbes à Mexico). Les délégations sont, ainsi, toujours au nombre de dix.
Pour la cinquième édition, trois nouveaux pays font leur apparition, les Antilles néerlandaises, Aruba et le Panama. Associée au retour de la Colombie, quatorze nations sont présentes à Valencia. En 1998 et en 2002, les défections des Antilles néerlandaises puis de la Colombie (qui boycotte l'édition 2002, pour ne pas l'avoir accueillie) stabilisent à quatorze le nombre de nations participantes, malgré l'arrivée du Guyana comme quinzième membre.
Il faut attendre la huitième édition pour que quinze sélections participent aux Jeux.
Curaçao participe pour la première fois à la compétition en 2022.
| Délégations            | 1978 | 1982 | 1986 | 1990 | 1994 | 1998 | 2002 | 2006 | 2010 | 2014 | 2018 | 2022 | Participations |
| ---------------------- | ---- | ---- | ---- | ---- | ---- | ---- | ---- | ---- | ---- | ---- | ---- | ---- | -------------- |
| Antilles néerlandaises | -    | -    | -    | -    | X    | ✗    | X    | X    | X    | -    | -    | -    | 4              |
| Argentine              | X    | X    | X    | X    | X    | X    | X    | X    | X    | X    | X    | X    | 12             |
| Aruba                  | -    | -    | -    | -    | X    | X    | X    | X    | X    | X    | X    | X    | 8              |
| Bolivie                | X    | X    | X    | X    | X    | X    | X    | X    | X    | X    | X    | X    | 12             |
| Brésil                 | X    | X    | X    | X    | X    | X    | X    | X    | X    | X    | X    | X    | 12             |
| Chili                  | X    | X    | X    | X    | X    | X    | X    | X    | X    | X    | X    | X    | 12             |
| Colombie               | -    | X    | X    | ✗    | X    | X    | ✗    | X    | X    | X    | X    | X    | 9              |
| Curaçao                | -    | -    | -    | -    | -    | -    | -    | -    | -    | -    | -    | X    | 1              |
| Équateur               | X    | X    | X    | X    | X    | X    | X    | X    | X    | X    | X    | X    | 12             |
| Guyana                 | -    | -    | -    | -    | -    | X    | X    | X    | X    | X    | X    | X    | 7              |
| Panama                 | -    | -    | -    | -    | X    | X    | X    | X    | X    | X    | X    | X    | 8              |
| Paraguay               | X    | X    | X    | X    | X    | X    | X    | X    | X    | X    | X    | X    | 12             |
| Pérou                  | X    | X    | X    | X    | X    | X    | X    | X    | X    | X    | X    | X    | 12             |
| Suriname               | -    | -    | -    | X    | X    | X    | X    | X    | X    | X    | X    | X    | 9              |
| Uruguay                | X    | X    | X    | X    | X    | X    | X    | X    | X    | X    | X    | X    | 12             |
| Venezuela              | -    | X    | X    | X    | X    | X    | X    | X    | X    | X    | X    | X    | 11             |
| Total                  | 8    | 10   | 10   | 10   | 14   | 14   | 14   | 15   | 15   | 14   | 14   | 15   |                |

## Sports
| Sport                 | 1978 | 1982 | 1986 | 1990 | 1994 | 1998 | 2002 | 2006 | 2010 | 2014 | 2018 | 2022 |
| --------------------- | ---- | ---- | ---- | ---- | ---- | ---- | ---- | ---- | ---- | ---- | ---- | ---- |
| Athlétisme            | •    | •    | •    | •    | •    | •    | •    | •    | •    | •    | •    | •    |
| Aviron                |      | •    | •    |      |      | •    | •    | •    | •    | •    | •    | •    |
| Badminton             |      |      |      |      |      |      |      | •    | •    |      | •    | •    |
| Baseball (es)         | •    | •    |      | •    | •    |      |      | •    | •    |      |      |      |
| Basketball (es)       | •    | •    |      |      |      | •    |      | •    | •    | •    | •    | •    |
| Boules                |      |      | •    | •    | •    | •    | •    | •    | •    | •    | •    | •    |
| Boxe (es)             | •    | •    | •    | •    | •    | •    | •    | •    | •    | •    | •    | •    |
| Canoë (es)            |      |      |      |      | •    | •    | •    | •    | •    | •    | •    | •    |
| Cyclisme              | •    | •    | •    | •    | •    | •    | •    | •    | •    | •    | •    | •    |
| Équitation            | •    |      |      |      |      |      |      | •    | •    | •    | •    | •    |
| Escrime (es)          | •    | •    | •    | •    | •    | •    | •    | •    | •    | •    | •    | •    |
| Football (en)         | •    | •    | •    |      | •    |      |      | •    | •    | •    | •    | •    |
| Futsal (en)           |      |      |      |      | •    | •    | •    | •    | •    | •    | •    | •    |
| Golf                  |      |      |      |      |      | •    | •    |      |      | •    | •    | •    |
| Gymnastique (en)      |      |      |      |      | •    |      | •    |      | •    | •    | •    | •    |
| Haltérophilie         | •    | •    | •    | •    | •    | •    | •    | •    | •    | •    | •    | •    |
| Handball (en)         |      |      |      |      |      |      | •    | •    | •    | •    | •    | •    |
| Hockey sur gazon (en) |      |      |      |      |      |      |      | •    |      | •    | •    | •    |
| Judo                  | •    | •    | •    | •    | •    | •    | •    | •    | •    | •    | •    | •    |
| Karaté                |      |      |      |      | •    | •    | •    |      | •    | •    | •    | •    |
| Lutte                 | •    | •    | •    | •    | •    | •    | •    | •    | •    | •    | •    | •    |
| Natation              | •    | •    |      | •    | •    | •    |      | •    | •    | •    | •    | •    |
| Patinage              |      | •    |      |      |      | •    | •    |      | •    | •    | •    | •    |
| Pentathlon moderne    |      |      |      |      |      |      |      |      |      | •    | •    | •    |
| Rugby à VII (es)      |      |      |      |      |      |      |      |      |      | •    | •    | •    |
| Softball (en)         |      |      |      |      | •    |      |      | •    | •    |      |      |      |
| Squash                |      |      |      |      |      |      |      |      | •    |      | •    | •    |
| Sports aquatiques     |      |      | •    |      |      |      | •    |      | •    | •    | •    | •    |
| Taekwondo             |      |      | •    | •    | •    | •    | •    | •    | •    | •    | •    | •    |
| Tennis (en)           | •    | •    | •    | •    | •    | •    | •    | •    | •    | •    | •    | •    |
| Tennis de table       |      | •    |      | •    | •    | •    | •    | •    | •    | •    | •    | •    |
| Tir                   | •    | •    | •    | •    | •    | •    | •    | •    | •    | •    | •    | •    |
| Tir à l'arc           |      |      | •    |      |      | •    | •    | •    | •    | •    | •    | •    |
| Triathlon             |      |      |      |      |      | •    | •    | •    | •    | •    | •    | •    |
| Voile (es)            |      | •    | •    | •    |      | •    | •    | •    | •    | •    | •    | •    |
| Volley-ball (en)      | •    | •    |      |      |      |      |      | •    | •    | •    | •    | •    |
| Total                 | 16   | 19   | 17   | 16   | 19   | 24   | 24   | 27   | 31   | 33   | 35   | 37   |

## Tableau des médailles
La délégation argentine est le leader de ce classement, ayant terminé en tête des six premières éditions des Jeux et de ceux de 2006.
Avec 372 médailles, la Colombie détient, depuis les derniers Jeux disputés à domicile, le record du nombre de médailles, obtenues lors d'une seule édition. Elle bat le précédent qui datait de 2002, où le Brésil avait profité d'être l'hôte des Jeux, pour devenir la première nation à dépasser les 300 médailles, avec 333 récompenses.
Avec les 148 titres, remportés en 2002, les Brésiliens possèdent le record du nombre de médailles d'or, obtenues lors d'une seule édition.
| Rang  | Nation                 | Or   | Argent | Bronze | Total |
| 1     | Argentine              | 796  | 644    | 604    | 2044  |
| 2     | Brésil                 | 540  | 475    | 416    | 1431  |
| 3     | Venezuela              | 443  | 370    | 381    | 1194  |
| 4     | Colombie               | 356  | 300    | 270    | 926   |
| 5     | Chili                  | 289  | 369    | 426    | 1084  |
| 6     | Pérou                  | 159  | 229    | 304    | 692   |
| 7     | Équateur               | 149  | 205    | 284    | 638   |
| 8     | Uruguay                | 60   | 101    | 124    | 285   |
| 9     | Bolivie                | 31   | 69     | 137    | 237   |
| 10    | Paraguay               | 10   | 29     | 45     | 84    |
| 11    | Panama                 | 7    | 11     | 16     | 34    |
| 12    | Antilles néerlandaises | 7    | 7      | 17     | 31    |
| 13    | Suriname               | 6    | 3      | 7      | 16    |
| 14    | Guyana                 | 2    | 3      | 9      | 14    |
| 15    | Aruba                  | 0    | 3      | 9      | 12    |
| TOTAL | TOTAL                  | 2855 | 2818   | 3049   | 8722  |